# Dieter Altenpohl
Dieter Gustav Altenpohl (* 21. März 1923 in Barmen; † 7. Februar 2015 in Meilen) war ein deutscher Metallurg und Hochschullehrer.
Dieter Altenpohl wurde 1948 an der Georg-August-Universität Göttingen promoviert. Nach einer Berufstätigkeit in der Aluminiumindustrie wurde er 1983 ausserordentlicher Professor für Technologie an der Hochschule St. Gallen in der Schweiz, wo er 1988 emeritiert wurde.
| Personendaten    | Personendaten                                 |
| ---------------- | --------------------------------------------- |
| NAME             | Altenpohl, Dieter                             |
| ALTERNATIVNAMEN  | Altenpohl, Dieter Gustav (vollständiger Name) |
| KURZBESCHREIBUNG | deutscher Metallurg                           |
| GEBURTSDATUM     | 21. März 1923                                 |
| GEBURTSORT       | Barmen                                        |
| STERBEDATUM      | 7. Februar 2015                               |
| STERBEORT        | Meilen                                        |